# 레인 (2008년 바하마 영화)
레인(Rain)은 바하마에서 제작된 마리아 고반 감독의 2008년 드라마 영화이다. 리넬 브라운 등이 주연으로 출연하였고 몰리 M. 메이우스 등이 제작에 참여하였다.

## 출연

### 주연
- 리넬 브라운
- 닉키 미체옥

### 조연
- CCH 파운더
- 일마 P. 홀
- 캐빈 록하트

## 제작진
- 미술: 데니스 허드슨
- Ass-PD: 제랄드 브런스킬